# جمر

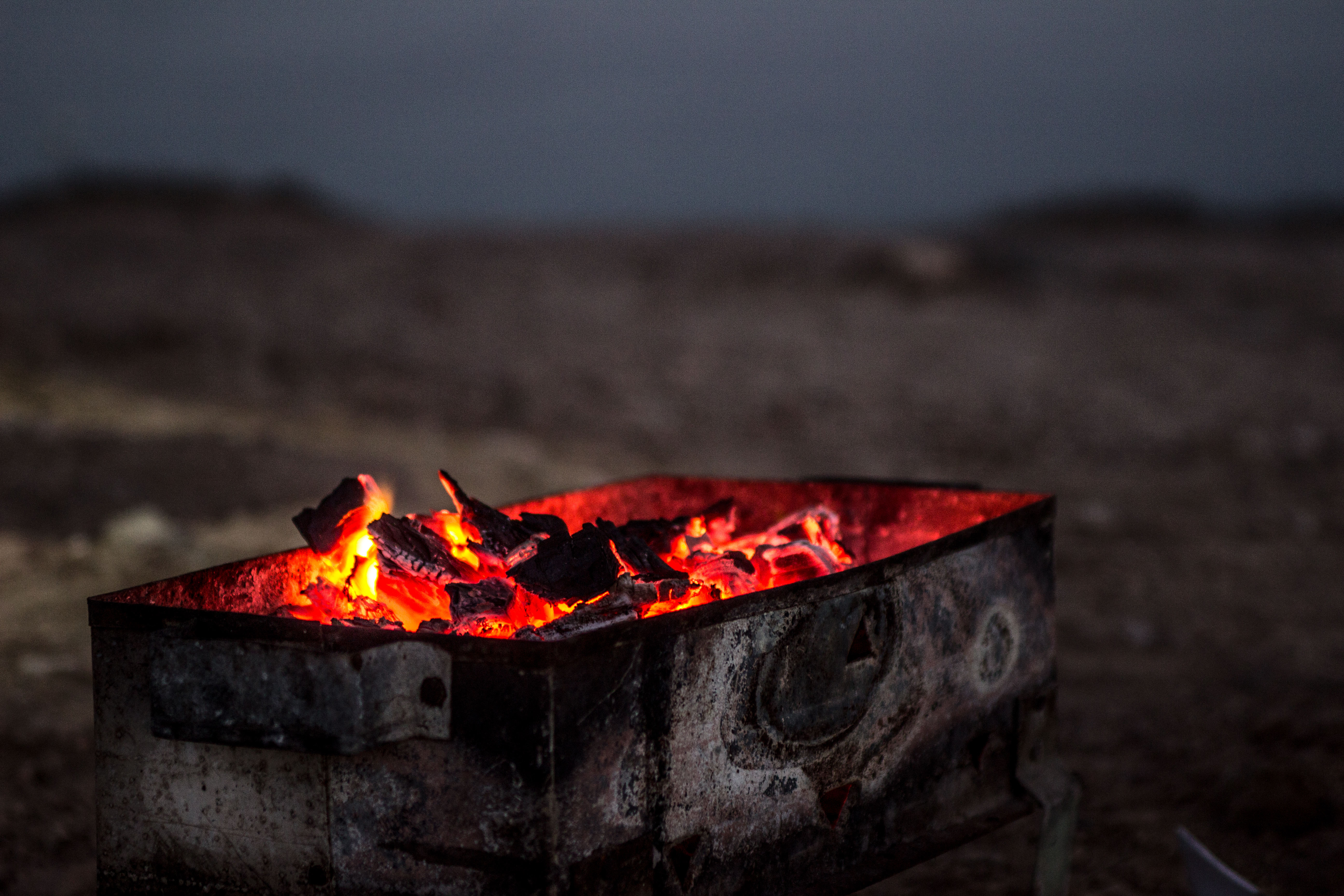
جمرات تجتمر في مِجمر مصنوع من المعدن

الجمر (المفرد جمرة، والجمع جَمَرات وجَمْرات وجِمار وجَمْر)، قطعة ملتهبة من النَّار، وإذا خمذن صارت فحما.
فالجَمْرَةُُ بفتحٍ فسكونٍ تعني النارُ المُتَّقِدَةُ وإذا بَرَدَ فهو فَحْمٌ ج جَمْرٌ .
معنى جمر في لسان العرب: الجَمْر النار المتقدة واحدته جَمْرَةٌ فإِذا بَرَدَ فهو فَحْمٌ والمِجْمَرُ والمِجْمَرَةُ التي يوضع فيها الجَمْرُ مع الدُّخْنَةِ وقد اجْتَمَرَ بها.
وهي كثيرا ما تستخدم للطبخ، كما هو الأمر في الشواء وتحضير الشاي. وذلك لأن الجمر تحتفظ بشكل أكثر وأطول للحرارة.
- المجمر هو أداة يمكن أن تصنف من الآنية بكون من المعدن أو الفخار ليوضع فيها الفحم ليجتمر فيها من أجل الطبخ والطهي.
- الجمرة تتشكل في الغالب لأن الطاقة الكيميائية التي يمكن استخدامها عميقة جدا بحيث في الهواء المركز (الأكسجين على وجه التحديد) لا تصل اليه، وبالتالي لا يسبب الاحتراق (الوقود الكربوني + O2 →CO2 + H2O + C + المواد الكيميائية الأخرى المعنية).

والسبب في بقاءها ساخنة ولا تفقد الطاقة الحرارية بسرعة للأن الاحتراق يبقى في الحدوث على نطاق مصغر.
يمكن للجمر أن يتسبب في كوارث وحرائق كارثية للغابات.